# Isonoe (satelit)
Isonoe /i.so'no.e/, cunoscut și sub numele de Jupiter XXVI, este un satelit retrograd neregulat al lui Jupiter. A fost descoperit de o echipă de astronomi de la Universitatea din Hawaii condusă de Scott S. Sheppard⁠(d) în 2000 și a primit denumirea temporară S/2000 J 6 .  
Isonoe are aproximativ 4 kilometri în diametru și orbitează în jurul lui Jupiter la o distanță medie de 23.833.000 km în 688,61 zile, la o înclinație de 166° față de ecliptică (169° față de ecuatorul lui Jupiter), într-o direcție retrogradă și cu o excentricitate de 0.166.
A fost numit în octombrie 2002 după Isonoe, una dintre Danaidele din mitologia greacă și o iubitoare a lui Zeus (Jupiter). 
Isonoe aparține grupului Carme, alcătuit din sateliți retrograzi neregulați care orbitează în jurul lui Jupiter la o distanță cuprinsă între 23 și 24 Gm și la o înclinare de aproximativ 165°.